# Buddleja iresinoides
Buddleja iresinoides là một loài thực vật có hoa trong họ Huyền sâm. Loài này được (Griseb.) Hosseus mô tả khoa học đầu tiên năm 1926.